# Weddelbrook
Weddelbrook település Németországban, Schleswig-Holstein tartományban. Lakosainak száma 1046 fő (2023. december 31.).

## Népesség
A település népességének változása:
| Lakosok száma | 688  | 1041 | 1038 | 1046 | 1036 | 1046 |
|               | 1975 | 2017 | 2019 | 2021 | 2022 | 2023 |